# جايسون ويليام (متزلج على الثلوج)
جايسون ويليام (بالإنجليزية: Jayson Hale)‏ هو متزلج على الثلوج أمريكي، ولد في 26 يونيو 1985 في بحيرة تاهو في الولايات المتحدة.

## وصلات خارجية
- جايسون ويليام على موقع الاتحاد الدولي للتزلج (ركوب لوح الثلج) (الإنجليزية)
- جايسون ويليام على موقع ألعاب إكس (مؤرشف) (الإنجليزية)